# Пеце ди Греко (Бриндизи)
Пеце ди Греко (итал. Pezze di Greco) је насеље у Италији у округу Бриндизи, региону Апулија.
Према процени из 2011. у насељу је живело 4917 становника. Насеље се налази на надморској висини од 86 м.